# Füßeln

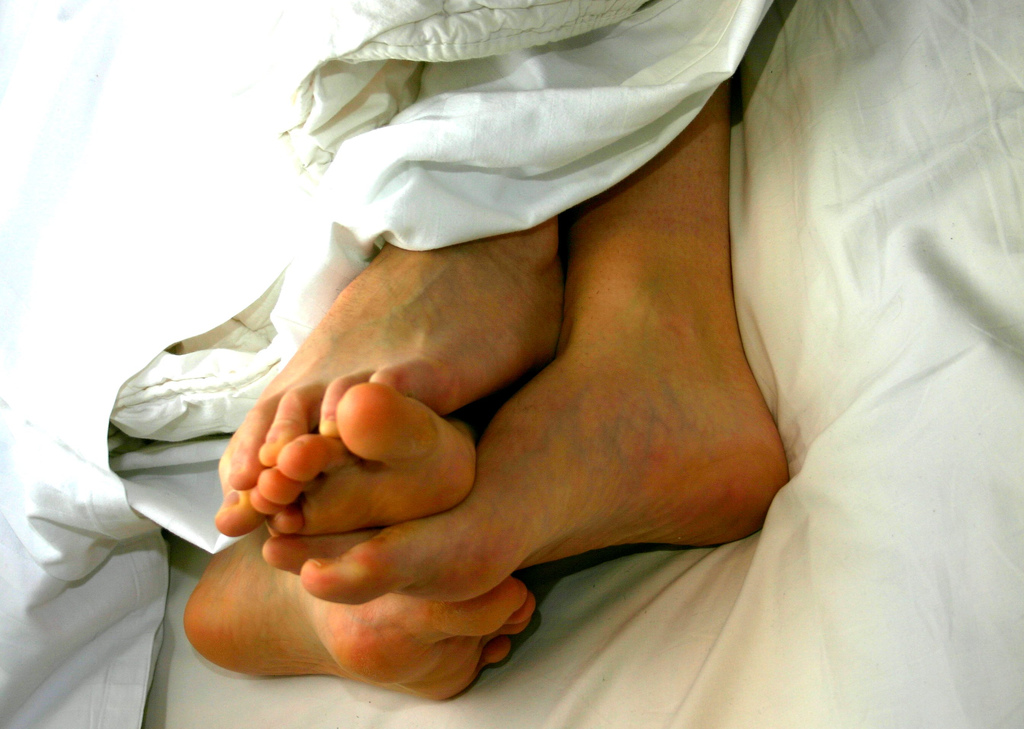
Füßeln im Bett

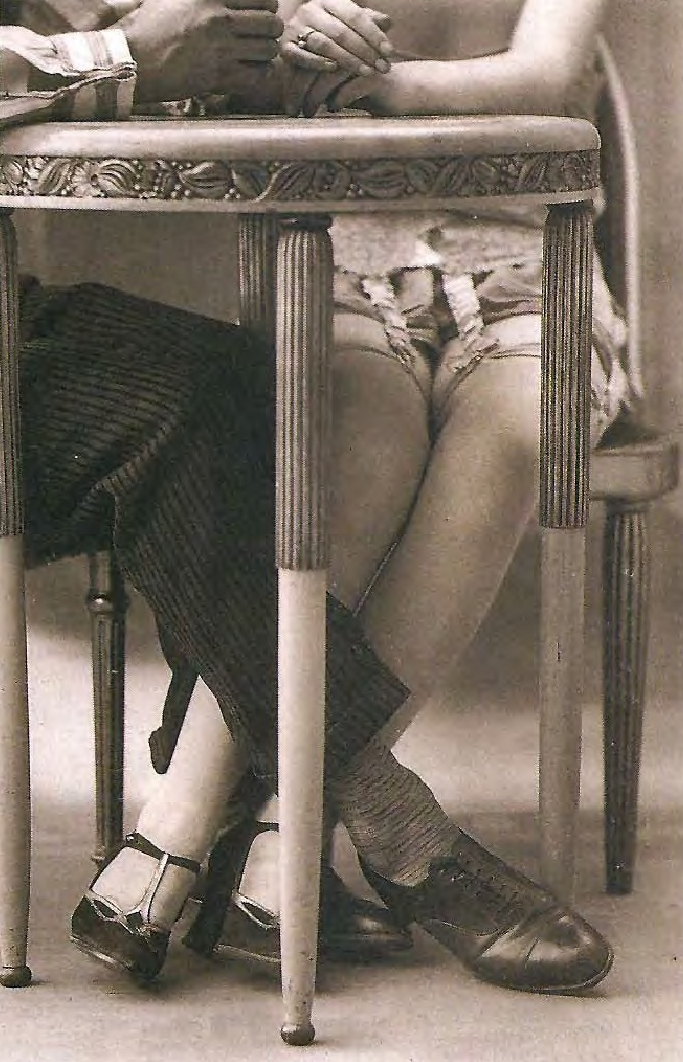
Füßeln unter dem Tisch

Unter Füßeln, in Österreich auch fußeln, versteht man das spielerische Herstellen von Körperkontakt mit den Füßen. Es ist insbesondere eine Form des Flirts, bei dem durch eine vorsichtige Fußberührung unter einem Tisch Zuneigung signalisiert wird. Im Österreichischen steht „füßeln“ auch für „ein Bein stellen“.
Das Füßeln geschieht oft zu einer ersten und versteckten körperlichen Kontaktaufnahme zwischen Unbekannten, indem man etwa unter einem Tisch füßelt. Das Füßeln ist ein beliebtes Mittel, um körperlichen Kontakt zwischen bis dahin nur platonisch befreundeten Menschen aufzubauen oder um versteckt miteinander zu flirten, wenn etwa einer der Partner anderweitig liiert ist. 
Oft wird unter dem Tisch gefüßelt, dies tun Frauen und Männer gleichermaßen. Weitere beliebte Orte sind unter anderem auch der Whirlpool. Die Heimlichkeit des Geschehens bedeutet für viele Füßelnde einen besonderen Nervenkitzel.
Der US-amerikanische Comic-Autor Robert Crumb veröffentlichte 1987 „Footsy“, einen autobiographischen Comic zum Thema Füßeln.